# ون دن برگ (دهانه)
ون دن برگ یک دهانه برخوردی در ماه‌ است.